# Gymnotus bahianus
Gymnotus bahianus és una espècie de peix pertanyent a la família dels gimnòtids.

## Descripció
- Fa 27,6 cm de llargària màxima.[5]

## Hàbitat
És un peix d'aigua dolça, bentopelàgic i de clima tropical.

## Distribució geogràfica
Es troba a Sud-amèrica: Bahia (el Brasil).

## Observacions
És inofensiu per als humans.